# Vietnam Veterans Plaza

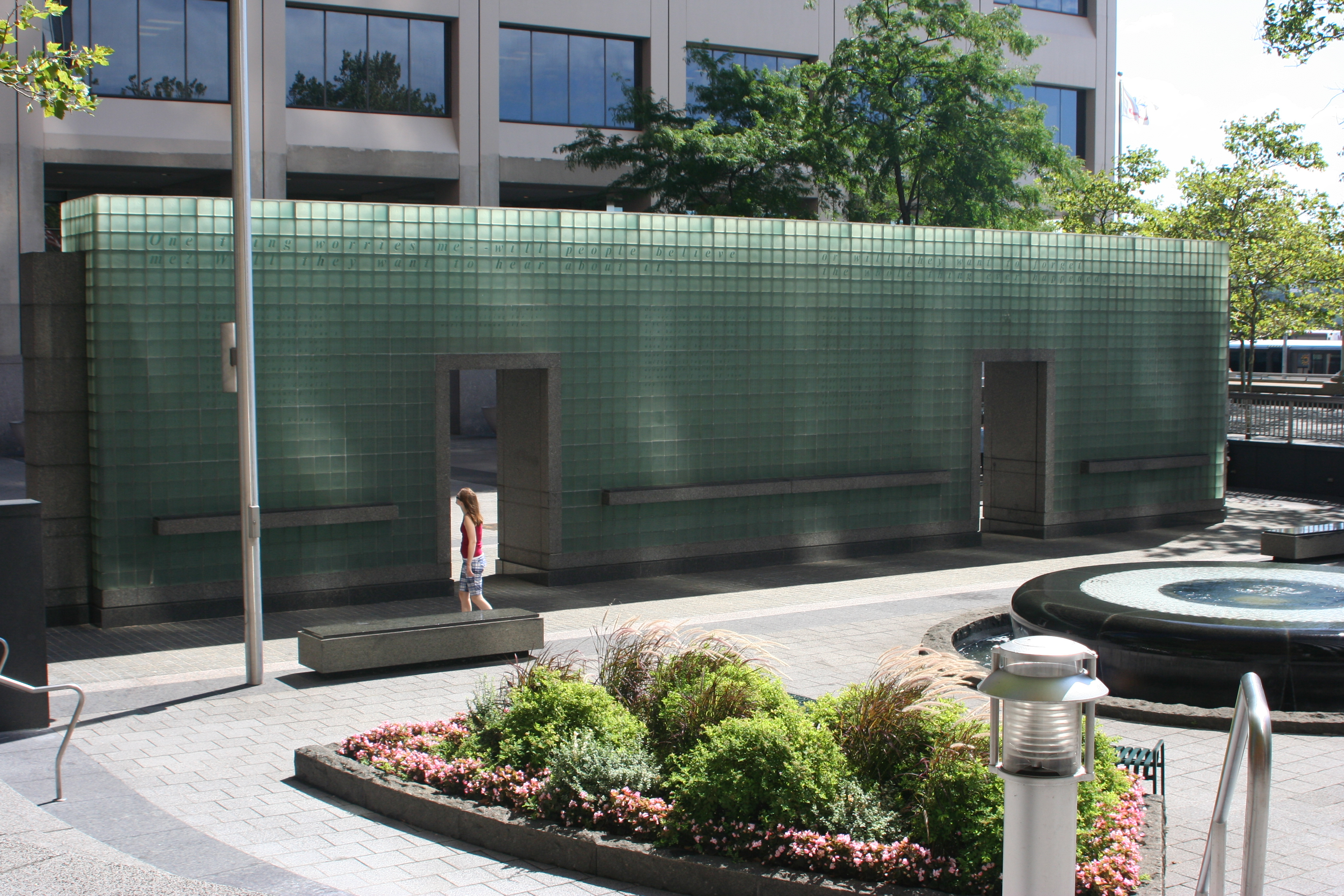
Il NYC Vietnam Memorial

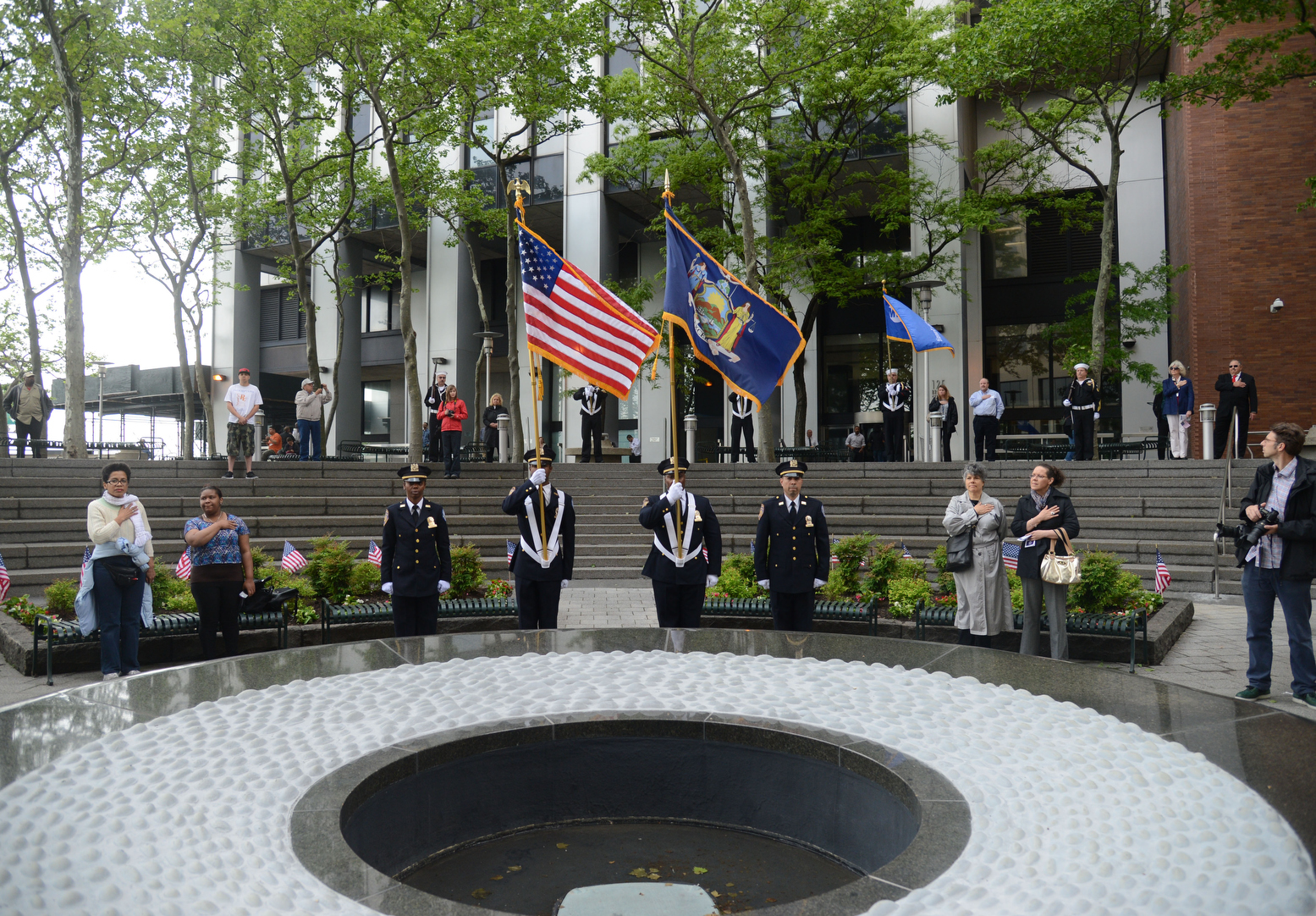

Il Vietnam Veterans Plaza, noto anche come New York Vietnam Veterans Memorial, è una piazza commemorativa nel quartiere di Manhattan a New York. Onora i cittadini di New York che hanno prestato servizio durante la guerra del Vietnam del XX secolo.

## Descrizione
Situato nel Financial District di Lower Manhattan, si trova su un pacco trapezoidale di terra che in passato era una strada denominata Coenties Slip. Il raccordo stradale fu utilizzato dal XVII secolo dai marinai olandesi tra un viaggio e l'altro. Nel 1835, e divenne poi Jeanette Park nel 1884, dedicato alla sfortunata nave Jeanette della spedizione artica. L'orticoltore Samuel Parsons Jr. fu responsabile della sistemazione del giardino nel 1886.
Verso la metà del XX secolo, l'urbanista Robert Moses aveva ricostruito il parco con campi di ferro di cavallo e campi da tennis, paddleball, pallamano e shuffleboard tutti disposti intorno a una piazza asfaltata a forma di lacrima con un'asta di bandiera. Paul Friedberg fu incaricato di ridisegnare la terra nel 1971, a cui aggiunse la fontana dell'anfiteatro.
Nel 1982, i piani furono svelati per riqualificare la terra in un memoriale, e gli architetti Peter Wormser e William Fellows, e lo scrittore Joseph Ferrandino vinsero un concorso per progettarlo. Il Vietnam Veterans Memorial Commission ha raccolto donazioni private di $ 2,5 milioni ($ 1 milione da Donald Trump) per finanziare il memoriale nel 1983. È stato dedicato nel 1985 dall'allora sindaco Edward I. Koch per onorare i 1.741 cittadini della città morti durante la guerra del Vietnam e i 250.000 uomini e donne che hanno prestato servizio tra il 1964 e il 1975.
Il sindaco Rudy Giuliani ridedicò la piazza il 9 novembre 2001, in seguito agli attacchi dell'11 settembre 2001, subendo un restauro da $ 7 milioni. È stato aggiunto un nuovo ingresso cerimoniale che fornisce l'accesso da Water Street a South Street e una fontana di granito nera posta al centro. La Walk of Honor contiene 12 piloni in granito lucido con i nomi di tutte le 1.741 persone che sono morte.